# Buktyrma
Buktyrma (kazach. Бұқтырма, trb. Buktyrma; ros. Бухтарма, trb. Buchtarma) – rzeka we wschodnim Kazachstanie, prawy dopływ Irtyszu. Długość – 336 km, powierzchnia zlewni – 12 660 km², średni przepływ – 214 m³/s. Reżim lodowcowy z letnim maksimum. 
Buktyrma powstaje z lodowców i pól śnieżnych południowego Ałtaju na terenie Kazachstanu. Płynie na zachód przez góry i uchodzi do Zbiornika Buktyrmańskiego na Irtyszu. Główne dopływy: Bieriozowka, Chamir i Turgusun.